# يونيو 2011
يونيو 2011 هو الشهر السادس من عام 2011، بدأ يوم الأربعاء، وأنتهى يوم الخميس، وأمتد لثلاثين يومًا.

## بوابة:أحداث جارية
| \| 1 يونيو 2011 (الأربعاء) \| عدل \| تاريخ \| راقب \| تصفح \| |     |       |      |      |
| - سفراء دول الناتو يقررون تمديد الخطة العسكرية في ليبيا حتى نهاية شهر سبتمبر / أيلول بعد أن كان من المفترض أن تنتهي في 27 يونيو / حزيران. (العربية) - محكمة الاستئناف في مصر تحدد يوم 3 أغسطس / آب المقبل موعدًا لبدء محاكمة الرئيس السابق محمد حسني مبارك ونجليه علاء وجمال إضافة إلى رجل الأعمال حسين سالم وذلك في ضوء الاتهامات المنسوبة إليهم والمتعلقة بالقتل العمد والشروع في القتل العمد لبعض المشاركين في التظاهرات السلمية التي خرجت في 25 يناير / كانون الثاني الماضي بالإضافة إلى تهم أخرى.-(سي إن إن) |     |       |      |      |
| 1 يونيو 2011 (الأربعاء) | عدل | تاريخ | راقب | تصفح |

| \| 3 يونيو 2011 (الجمعة) \| عدل \| تاريخ \| راقب \| تصفح \| |     |       |      |      |
| - معلومات عن إصابة الرئيس اليمني علي عبد الله صالح (في الصورة) ومسؤولين كبار جراء قصف تعرض له القصر الجمهوري بصنعاء، وقد أتى القصف بعد سلسلة انفجارات هزت جنوبي العاصمة يعتقد أنها جراء قصف مدفعي مكثف على منزل الشيخ حميد الأحمر واللواء علي محسن الأحمر وذلك مع استمرار المواجهات بين القوات الحكومية وأنصار الشيخ صادق الأحمر. (بي بي سي) - القائد السابق لقوات لصرب البوسنة راتكو ملاديتش يمثل أمام محكمة جرائم الحرب في لاهاي للمرة الأولى. (بي بي سي) |     |       |      |      |
| 3 يونيو 2011 (الجمعة) | عدل | تاريخ | راقب | تصفح |

| \| 4 يونيو 2011 (السبت) \| عدل \| تاريخ \| راقب \| تصفح \| |     |       |      |      |
| - مجلس الأمن الدولي يدعو الحكومة السودانية إلى سحب قواتها من أبيي الغنية بالنفط والمتنازع عليها بين الشمال والجنوب، ويندد بالعنف الذي شهده الإقليم مؤخرًا من مواجهات مسلحة بين الجانبين تسببت في عمليات نزوح جماعية.-(سي إن إن) - مجلس النواب الأمريكي يصوت لمصلحة قرار يوبخ الرئيس باراك أوباما وذلك لفشله في استشارة الكونغرس قبل أن يقرر التدخل العسكري في ليبيا، ويطالب بعدم إرسال أي قوات برية إلى هناك، بينما رفض الكونغرس قرارًا آخر يطالب بالانسحاب من العمليات في ليبيا خلال أسبوعين. (العربية) - القضاء التونسي يقرر محاكمة الرئيس السابق زين العابدين بن علي وزوجته ليلى الطرابلسي (في الصورة) غيابيًا بتهمة حيازة أسلحة ومخدرات. (العربية) |     |       |      |      |
| 4 يونيو 2011 (السبت) | عدل | تاريخ | راقب | تصفح |

| \| 5 يونيو 2011 (الأحد) \| عدل \| تاريخ \| راقب \| تصفح \| |     |       |      |      |
| - نائب رئيس الجمهورية اليمنية عبد ربه منصور هادي يوعز بسحب القوات الحكومية من العاصمة صنعاء، ويطلب من الشيخ صادق الأحمر وقف إطلاق النار وإخلاء المؤسسات الحكومية من أنصاره وذلك عبر وسطاء حكوميين. (بي بي سي) - سوريا تعلن أن حصيلة المواجهات التي دارت في هضبة الجولان بين محتجين سوريين كانوا يحاولون اختراق الحدود وبين الجيش الإسرائيلي أدت إلى سقوط 20 قتيلًا و325 جريحًا وذلك بعد أن أطلق الجنود من الجانب الإسرائيلي النار باتجاه المحتجين، وإسرائيل تتهم سوريا بمحاولة صرف الأنظار عن أزمتها الداخلية عبر افتعال إشكالات حدودية.-(سي إن إن) |     |       |      |      |
| 5 يونيو 2011 (الأحد) | عدل | تاريخ | راقب | تصفح |

| \| 6 يونيو 2011 (الإثنين) \| عدل \| تاريخ \| راقب \| تصفح \| |     |       |      |      |
| - مقتل ما يقارب 120 شخصًا من عناصر الجيش والشرطة في بلدة جسر الشغور في سوريا بنيران تنظيمات مسلحة تحصنت في بعض المناطق واستخدمت أسلحة رشاشة ومتوسطة وقنابل يدوية وذلك حسب ما أعلنته الحكومة. (بي بي سي) |     |       |      |      |
| 6 يونيو 2011 (الإثنين) | عدل | تاريخ | راقب | تصفح |

| \| 8 يونيو 2011 (الأربعاء) \| عدل \| تاريخ \| راقب \| تصفح \| |     |       |      |      |
| - المحتجون اليمنيون يطالبون نائب الرئيس عبد ربه منصور هادي الذي يتولى السلطة حاليًا قائمًا بأعمال الرئيس بتشكيل مجلس رئاسي لحل الأزمة في البلاد. (بي بي سي) - الوزير التونسي الأول الباجي قائد السبسي (في الصورة) يعلن عن تأجيل انتخابات الجمعية التأسيسية حتى 23 أكتوبر / تشرين الأول المقبل وذلك لضمان اجرائها بحرية وشفافية. (بي بي سي) |     |       |      |      |
| 8 يونيو 2011 (الأربعاء) | عدل | تاريخ | راقب | تصفح |

| \| 10 يونيو 2011 (الجمعة) \| عدل \| تاريخ \| راقب \| تصفح \| |     |       |      |      |
| - الجيش السوري يبدأ التحرك باتجاه جسر الشغور التي نزح معظم سكانها ولم يبق فيها سوى الذين لا يملكون وسائل نقل، وقد أعلن الجيش أن تحركه هذا يأتي استجابةً لنداء الأهالي ولإعادة الأمن إلى البلدة والقرى المحيطة بها وإلقاء القبض على عدد من المسلحين. (بي بي سي) - وزير الدفاع الأمريكي روبرت غيتس (في الصورة) يقول إن شرعية حكم الرئيس السوري بشار الأسد أصبحت محل تساؤل بعد إقدام قوات الأمن على قتل المحتجين. (رويترز) |     |       |      |      |
| 10 يونيو 2011 (الجمعة) | عدل | تاريخ | راقب | تصفح |

| \| 12 يونيو 2011 (الأحد) \| عدل \| تاريخ \| راقب \| تصفح \| |     |       |      |      |
| - الجيش السوري ينهي عمليته العسكرية الواسعة في بلدة جسر الشغور بعد انتشار الدبابات والمدرعات العسكرية داخل المدينة في ظل غياب شبه تام للسكان الذين لزموا منازلهم أو فروا عبر الحدود إلى تركيا المجاورة. (بي بي سي) - نتائج الانتخابات البرلمانية في تركيا تظهر فوز حزب العدالة والتنمية بحصولة على 50.2% من أصوات الناخبين، يليه حزب الشعب الجمهوري والذي حصل على 25.9%، ثم حزب الحركة القومية الذي حصل على 13.24%، كما حصل حزب السلام والديمقراطية والمستقلين الأكراد على 5.8%، وبذلك يكون بمقدور حزب العدالة والتنمية تشكيل الحكومة منفردًا. (الجزيرة) |     |       |      |      |
| 12 يونيو 2011 (الأحد) | عدل | تاريخ | راقب | تصفح |

| \| 13 يونيو 2011 (الإثنين) \| عدل \| تاريخ \| راقب \| تصفح \| |     |       |      |      |
| - ملك الأردن عبد الله الثاني بن الحسين (في الصورة) يتعهد بمناسبة الذكرى الثانية عشر لتوليه الحكم بالعمل على إجراء إصلاحات تقود إلى تشكيل الحكومات المقبلة على أساس الأغلبية النيابية الحزبية. (بي بي سي) - الإعلان عن الحكومة اللبنانية الجديدة برئاسة نجيب ميقاتي والتي شكلها بعد تكليفة بخمسة شهور. (بي بي سي) |     |       |      |      |
| 13 يونيو 2011 (الإثنين) | عدل | تاريخ | راقب | تصفح |

| \| 16 يونيو 2011 (الخميس) \| عدل \| تاريخ \| راقب \| تصفح \| |     |       |      |      |
| - تنظيم القاعدة ينصب أيمن الظواهري زعيمًا جديدًا له خلفًا لأسامة بن لادن الذي قتل في عملية نفذتها قوات أمريكية خاصة في باكستان في مايو الماضي. (العربية) - أمير الكويت الشيخ صباح الأحمد الجابر الصباح (في الصورة) يحذر من أي محاولات للمساس بالأمن أو الدستور، ويقول إنه كلف وزير الداخلية الشيخ أحمد الحمود الجابر الصباح بمواصلة اتخاذ كافة التدابير الكفيلة بحماية أمن البلاد واستقرارها وعدم التهاون إزاء كل من يحاول المساس بأمنها وثوابتها الوطنية، ويشدد على أن احترام القوانين والإلتزام بها هي مسؤولية تقع على كل مواطن وأنها مسؤولية مضاعفة على رجال الأمن وقياداته.-(سي إن إن) |     |       |      |      |
| 16 يونيو 2011 (الخميس) | عدل | تاريخ | راقب | تصفح |

| \| 17 يونيو 2011 (الجمعة) \| عدل \| تاريخ \| راقب \| تصفح \| |     |       |      |      |
| - ملك المغرب محمد السادس (في الصورة) يحدد 1 يوليو / تموز المقبل موعدًا للاستفتاء على الدستور المقترح والذي سيفوض فيه بعض سلطاته للبرلمان والحكومة. (رويترز) - مقتل 6 أشخاص وإصابة آخرين بجروح في اشتباكات مسلحة بين منطقتي باب التبانة وجبل محسن في طرابلس في شمال لبنان، ورئيس الحكومة نجيب ميقاتي يقول إن توقيت حدوث الاشتباكات مريب ويؤكد أن القوى الأمنية ستضرب بيد من حديد كل من يعد نفسه أقوى من الدولة. (الجزيرة) - الوسيط الجنوب إفريقي تابو إيمبيكي يقول إن الأطراف المتحاربة في ولاية جنوب كردفان السودانية اتفقوا على ضرورة وقف الأعمال العدائية وبدء مفاوضات في هذا الشأن، بينما قال متحدث باسم الجيش السوداني إن القتال مستمر لإيقاف التمرد الذي يقوم به مقاتلون تابعون للحركة الشعبية لتحرير السودان. (بي بي سي) - بدأت مجموعة من النساء السعوديات تنفيذ ما دعت إليه حملة على شبكة الانترنت لقيادة سياراتهن رغم حظر ذلك في البلاد. (بي بي سي) |     |       |      |      |
| 17 يونيو 2011 (الجمعة) | عدل | تاريخ | راقب | تصفح |

| \| 20 يونيو 2011 (الإثنين) \| عدل \| تاريخ \| راقب \| تصفح \| |     |       |      |      |
| - الرئيس السوري بشار الأسد (في الصورة) يؤكد على تعرض بلاده لمؤامرة، ويصنف المتظاهرين بين أصحاب مطالب ومخربين وأصحاب فكر متطرف، ويشير إلى ضرورة محاسبة المسؤولين عن إراقة الدماء وتطبيق القانون والتعامل بالتسامح لا بالضغينة والحقد مع المتورطين. (الجزيرة) - الرئيس التونسي السابق زين العابدين بن علي يقول على لسان محاميه في أولى جلسات محاكمته الغيابية أنه لم يتنح عن منصبه كرئيس للجمهورية التونسية، ويرفض الاتهامات الموجهة ضده بعد الثورة، ويقول إن محاكمته تهدف إلى تحويل الانتباه عن الصعوبات التي تواجهها البلاد. (العربية) |     |       |      |      |
| 20 يونيو 2011 (الإثنين) | عدل | تاريخ | راقب | تصفح |

| \| 21 يونيو 2011 (الثلاثاء) \| عدل \| تاريخ \| راقب \| تصفح \|                                                                                         |     |       |      |      |
| - الجمعية العامة للأمم المتحدة تعيد انتخاب أمين عام الأمم المتحدة بان كي مون (في الصورة) لولاية ثانية تبدأ في 1 يناير / كانون الثاني المقبل. (العربية) |     |       |      |      |
| 21 يونيو 2011 (الثلاثاء) | عدل | تاريخ | راقب | تصفح |

| \| 22 يونيو 2011 (الأربعاء) \| عدل \| تاريخ \| راقب \| تصفح \| |     |       |      |      |
| - وزير الخارجية السوري وليد المعلم يطالب الدول الغربية بعدم التدخل في الشؤون الداخلية لبلاده، ويعتبر أن العقوبات الغربية على سوريا توازي الحرب، وينفي وجود أي تدخل أو مساعدة من حزب الله لبلاده في قمع الاحتجاجات، ويدعوا المسؤولين الأتراك إلى مراجعة موقفهم من الأحداث الجارية في بلاده. (العربية) - مجلس الشيوخ الأمريكي يوافق على تسمية ليون بانيتا وزيرًا للدفاع خلفًا لروبرت غيتس الذي سيتقاعد أواخر الشهر الجاري. (بي بي سي) |     |       |      |      |
| 22 يونيو 2011 (الأربعاء) | عدل | تاريخ | راقب | تصفح |

| \| 24 يونيو 2011 (الجمعة) \| عدل \| تاريخ \| راقب \| تصفح \| |     |       |      |      |
| - أمين عام حزب الله حسن نصر الله يعلن عن اعتقال ثلاثة جواسيس ضمن أعضائه بينهم اثنان على الأقل جندتهما وكالة المخابرات المركزية الأمريكية، ويقول إنهم لا يشكلون تهديدًا خطيرًا للجماعة أو قدراتها العسكرية. (رويترز) - القضاء الأوكراني يبدأ بمحاكمة رئيسة الوزراء السابقة يوليا تيموشينكو (في الصورة) بتهمة سوء استغلال السلطة، وهي تنكر التهم الموجهة لها والتي تتعلق بعقود الغاز الطبيعي مع روسيا باعتبارها محاولة للإنتقام من خصمها الرئيس فيكتور يانكوفيتش وتطلب من المحكمة الأوروبية لحقوق الإنسان أن تقرر إذا ما كانت التهم الموجهة إليها ذات دوافع سياسية أم لا. (بي بي سي) |     |       |      |      |
| 24 يونيو 2011 (الجمعة) | عدل | تاريخ | راقب | تصفح |

| \| 26 يونيو 2011 (الأحد) \| عدل \| تاريخ \| راقب \| تصفح \| |     |       |      |      |
| - الحكومة الليبية تجدد عرضها بإجراء انتخابات بشأن بقاء العقيد معمر القذافي بالسلطة، وتنفي نيته الاستجابة لمطالب الثوار بمغادرة البلاد، ولجنة وسطاء الاتحاد الأفريقي تبدأ محادثاتها لبحث الجهود الرامية لإيجاد تسوية سياسية للصراع الدائر هناك. (الجزيرة) |     |       |      |      |
| 26 يونيو 2011 (الأحد) | عدل | تاريخ | راقب | تصفح |

| \| 27 يونيو 2011 (الإثنين) \| عدل \| تاريخ \| راقب \| تصفح \| |     |       |      |      |
| - المحكمة الجنائية الدولية تصدر مذكرة بتوقيف العقيد معمر القذافي (في الصورة) ونجله سيف الإسلام ورئيس جهاز الاستخبارات عبد الله السنوسي بتهمة ارتكاب جرائم ضد الإنسانية في ليبيا وذلك على خلفية الحرب التي تشهدها ليبيا. (بي بي سي) - اجتماع تشاوري للمعارضة السورية عقد في العاصمة دمشق للمرة الأولى تعهد المشاركون فيه بالبقاء جزءً من الانتفاضة السلمية في سبيل الحرية والديمقراطية والتعددية وتؤسس لدولة ديموقراطية مدنية بصورة سلمية. (بي بي سي) |     |       |      |      |
| 27 يونيو 2011 (الإثنين) | عدل | تاريخ | راقب | تصفح |

| \| 29 يونيو 2011 (الأربعاء) \| عدل \| تاريخ \| راقب \| تصفح \| |     |       |      |      |
| - إصابة أكثر من أربعين شخصًا من المدنيين وقوات الشرطة في اشتباكات بين المتظاهرين من أسر قتلى ثورة 25 يناير المطالبين بسرعة محاكمة المسؤولين عن مقتل أبنائهم وأقاربهم وبين قوات الشرطة حول ميدان التحرير في وسط العاصمة المصرية القاهرة، والمجلس الأعلى للقوات المسلحة الحاكم يعتبر ماحدث عملية مدروسة ومنظمة تستهدف الوقيعة بين المؤسسة الأمنية والشعب. (بي بي سي) - هجوم على فندق في العاصمة الأفغانية كابول يسفر عن مقتل 16 شخصًا على الأقل بينهم منفذو الهجوم. (بي بي سي) |     |       |      |      |
| 29 يونيو 2011 (الأربعاء) | عدل | تاريخ | راقب | تصفح |

بوابة:أحداث جارية/يونيو 2011/تقويم
| أحداث جارية |
| --- |
| - أزمة الدين الحكومي اليوناني - جائحة فيروس كورونا 2019–20 - التدخل العسكري الروسي في أوكرانيا - التدخل العسكري الروسي في سوريا - الحرب الأهلية السورية - الهجوم على شمال غرب سوريا (2024) - الحرب الأهلية السودانية 2023 - عملية طوفان الأقصى - الحرب الفلسطينية الإسرائيلية (الخط الزمني) - صراع حزب الله وإسرائيل (2023–الآن) - - أزمة البحر الأحمر - الهجمات على القواعد الأمريكية في العراق وسوريا 2023 - الأزمة الإنسانية في غزة (2023 – الآن) تفاصيل أكثر النزاعات الجارية أدناه |

| وفيات حديثة |
| --- |
| - 16 مارس: أنطوان كرباج - 16 مارس: إيميلي ديكيني - 17 مارس: لي شاو كي - 17 مارس: أبو إسحاق الحويني - 17 مارس: أبو حمزة - 17 مارس: جون فرازير (لاعب كرة قدم بريطاني) - 18 مارس: قسطنطين رودريغيز - 18 مارس: محمود أبو وطفة - 18 مارس: نادية كاسيني - 18 مارس: ولامير ماركيز - 18 مارس: دينيز باوتشر - 18 مارس: عبد الرحمن حاجي أحمدي - 18 مارس: مارشال راوش - 18 مارس: عصام الدعاليس - 18 مارس: جان ميشيل (سياسي) - 19 مارس: أندريا ديليباشيتش - 19 مارس: هيرنان غودوي - 20 مارس: عثمان سيناف - 20 مارس: إدي جوردان - 20 مارس: نورمان كلارك |

| نزاعات جارية |
| --- |
| - التدخل العسكري الدولي ضد تنظيم الدولة الإسلامية (داعش) - الكاميرون - الحرب الأهلية الكاميرونية - جمهورية إفريقيا الوسطى - حرب جمهورية إفريقيا الوسطى الأهلية (2012–الآن) - جمهورية الكونغو الديموقراطية - تمرد القوات الديمقراطية المتحالفة - صراع كيفو - الحرب الأهلية الأثيوبية (2018-حاليا) - صراع أمهرة [الإنجليزية] - موزمبيق - التمرد الإسلاموي في موزمبيق - نيجيريا - تمرد بوكو حرام - التمرد الإسلامي في الساحل - تمرد الجهاديين في بوركينا فاسو · حرب مالي - الحرب الأهلية الصومالية - الحرب في الصومال (2009–الآن) - السودان - الحرب الأهلية السودانية 2023 - النزاع في أفغانستان - النزاع بين طالبان والدولة الإسلامية في أفغانستان - صراع بنجشير - الهند - التمرد في جامو وكشمير - العصيان الماوي-الناكسالي - إندونيسيا - أزمة بابوا - الصراع الداخلي في ميانمار - الحرب الأهلية في ميانمار (2021-الحاضر) - باكستان - صراع بلوشستان - عصيان خيبر بختونخوا - الصراع الأهلي في الفلبين - التمرد الشيوعي في الفلبين - الحرب الروسية الأوكرانية - الغزو الروسي لأوكرانيا 2022 - صراع العراق (2003–الآن) - التمرد العراقي (2017–الآن) - صراع إسرائيل وغزة - الحرب الفلسطينية الإسرائيلية 2023 - هجمات الحوثيين على إسرائيل (2023 - 2024) - الحرب الأهلية السورية - التدخل الأجنبي في الحرب الأهلية السورية - تركيا - الولايات المتحدة - اليمن - الحرب الأهلية اليمنية (2014–الآن) - التدخل العسكري في اليمن |